# Guerre des Boers
Batailles
- Bronkhorstspruit
- Rustenburg
- Marabastad
- Lydenburg
- Elandsfontein
- Laing's Nek
- Schuinshoogte
- Rooihuiskraal
- Majuba Hill

- Doornkop

Front ouest (octobre 1899 - juin 1900)
- Kraaipan
- Belmont
- Graspan
- Modder River
- Stormberg
- Magersfontein
- Kimberley
- Paardeberg
- Poplar Grove
- Driefontein
- Sand River
- Mafeking
- Doornkop
- Biddulphsberg
- Lindley
- Diamond Hill

Front est (octobre 1899 - août 1900)
- Talana Hill
- Elandslaagte
- Rietfontein
- Bataille de Ladysmith
- Colenso
- Spion Kop
- Vaal Krantz
- Siège de Ladysmith
- Libération de Ladysmith
- Bergendal

Raids et guérillas (mars 1900 - mai 1902)
- Sanna's Post
- Mostertshoek
- Jammerbergdrift
- Roodewal
- Bothaville
- Leliefontein
- Nooitgedacht
- Vlakfontein
- Groenkloof
- Elands River
- Bloedrivier Poort
- Bakenlaagte
- Groenkop
- Tweebosch
- Rooiwal

La guerre des Boers (prononcé aujourd'hui « bour » la plupart du temps, proche de la prononciation néerlandaise et afrikaans, mais à l'époque en France on écrivait aussi Boërs, avec la prononciation en rapport) est une expression qui désigne deux conflits intervenus en Afrique du Sud à la fin du XIXe siècle entre les Britanniques et les habitants des deux républiques boers indépendantes :
- la première guerre des Boers : du 16 décembre 1880 au 23 mars 1881 ;
- la seconde guerre des Boers : du 11 octobre 1899 au 31 mai 1902.

À la fin du deuxième conflit, soumises à d'importantes concessions, les deux républiques boers, l'État libre d'Orange et la république sud-africaine du Transvaal, perdirent leur indépendance et furent intégrées à l'Empire britannique jusqu'à la création en 1910 de l'Union d'Afrique du Sud.
Les Boers étaient les descendants des premiers colons d'origines néerlandaise, allemande et française, arrivés en Afrique du Sud aux XVIIe et XVIIIe siècles. Le terme de Boer (fermier en néerlandais), qui désignait principalement les habitants des républiques boers, laissera au XXe siècle la place à celui d'Afrikaner pour désigner l'ensemble de cette communauté blanche d'Afrique du Sud.
Guerre des Boers peut également se référer à l'une des nombreuses guerres au cours desquelles les Boers ont combattu dans la première moitié du XIXe siècle des tribus bantoues, dont les Xhosas ou les Zoulous, notamment lors de la bataille de Blood River).
En 1914 se déclencha la rébellion Maritz, lorsque des généraux boers, qualifiés de « Vieux Boers », prirent parti pour l'Allemagne impériale contre l'Empire britannique. Ils furent défaits en 1915.

## Les causes des guerres anglo-boers
L'entente entre les Britanniques et les Boers ne fut jamais bonne. La colonie néerlandaise du Cap est occupée dès 1795 à la suite de la création de la République batave, puis en 1806 à la suite des guerres napoléoniennes, et définitivement cédée à l'Empire britannique en 1814. En 1836 la plupart des Boers, mécontents de l'administration britannique dans la colonie du Cap (l'anglais était devenu la langue officielle en 1828 au détriment du néerlandais, puis l'esclavage avait été aboli sans compensation financière) décident de quitter la colonie.
C'est le Grand Trek de ceux qui sont alors baptisés Voortrekkers. En 1838 ils partent vers l'est sous le commandement notamment de Piet Retief et fondent la République indépendante du Natal, après avoir battu les Zoulous à la bataille de Blood River. Mais en 1843 les Britanniques l'annexent. Les Boers partent alors vers l'ouest et traversent le Drakensberg pour se diriger entre les fleuves Orange et Limpopo.
Le 18 janvier 1852 le Royaume-Uni reconnaît l'indépendance des territoires situés au nord du fleuve Vaal, qui prennent ainsi le nom de Transvaal, de République d'Afrique du Sud ou de ZAR (Zuid-Afrikaansche Republiek). Elle reconnaît également le territoire compris entre l'Orange et le Vaal, qui deviendra le 23 février 1854 l'État libre d'Orange. Le fleuve Orange marque désormais la frontière entre la colonie britannique du Cap et les républiques boers. En 1867 on découvre des diamants dans la région du Griqualand. Les deux États boers, l'État libre d'Orange et le Transvaal, revendiquent cette région, invoquant diverses conventions. Mais grâce à une habile politique c'est la Grande-Bretagne qui hérite de cette région et annexe le Griqualand le 27 octobre 1871.
Quelques années plus tard les Britanniques, sous les ordres de Lord Carnavon, décident alors d'annexer le Transvaal car la situation se dégrade et menace indirectement la colonie du Natal.

## La première guerre des Boers
En 1877, Sir Theophilus Shepstone pénétra dans la république boer du Transvaal avec 25 hommes de la police montée du Natal. Ce fut sans rencontrer de résistance qu'il atteignit Pretoria, où les discussions avec le gouvernement boer aboutirent à l'annexion du Transvaal par l'Empire britannique le 12 avril 1877. Le vice-président de la république, Paul Kruger, fut alors l'un des rares dirigeants boers à s'y opposer.

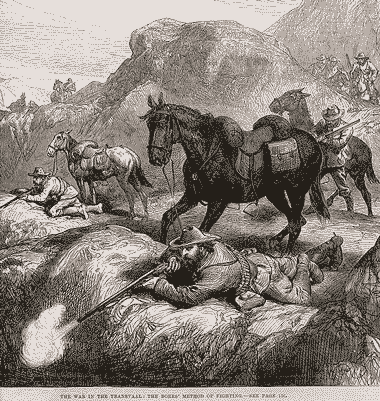
Boers au combat. Gravure parue dans lIllustrated London News, 1881.

C'est avec Piet Joubert et Marthinus Wessel Pretorius que Paul Kruger commença à organiser une résistance armée qui ne fut en mesure de passer à l'action qu'à la fin de l'année 1880.
Le 16 décembre 1880, les rebelles boers proclamèrent l'indépendance du Transvaal à Potchefstroom. Le 20 décembre, ils attaquèrent et détruisirent un convoi militaire britannique à Bronkhorstspruit. Plusieurs garnisons britanniques du Transvaal furent alors assiégées par des commandos boers jusqu'au 6 janvier 1881. Les Boers étaient habillés en vêtements kaki couleur de terre, alors que les uniformes britanniques arboraient une couleur rouge vif, ce qui permit aux Boers de tirer facilement et à distance sur les troupes de l'Empire.

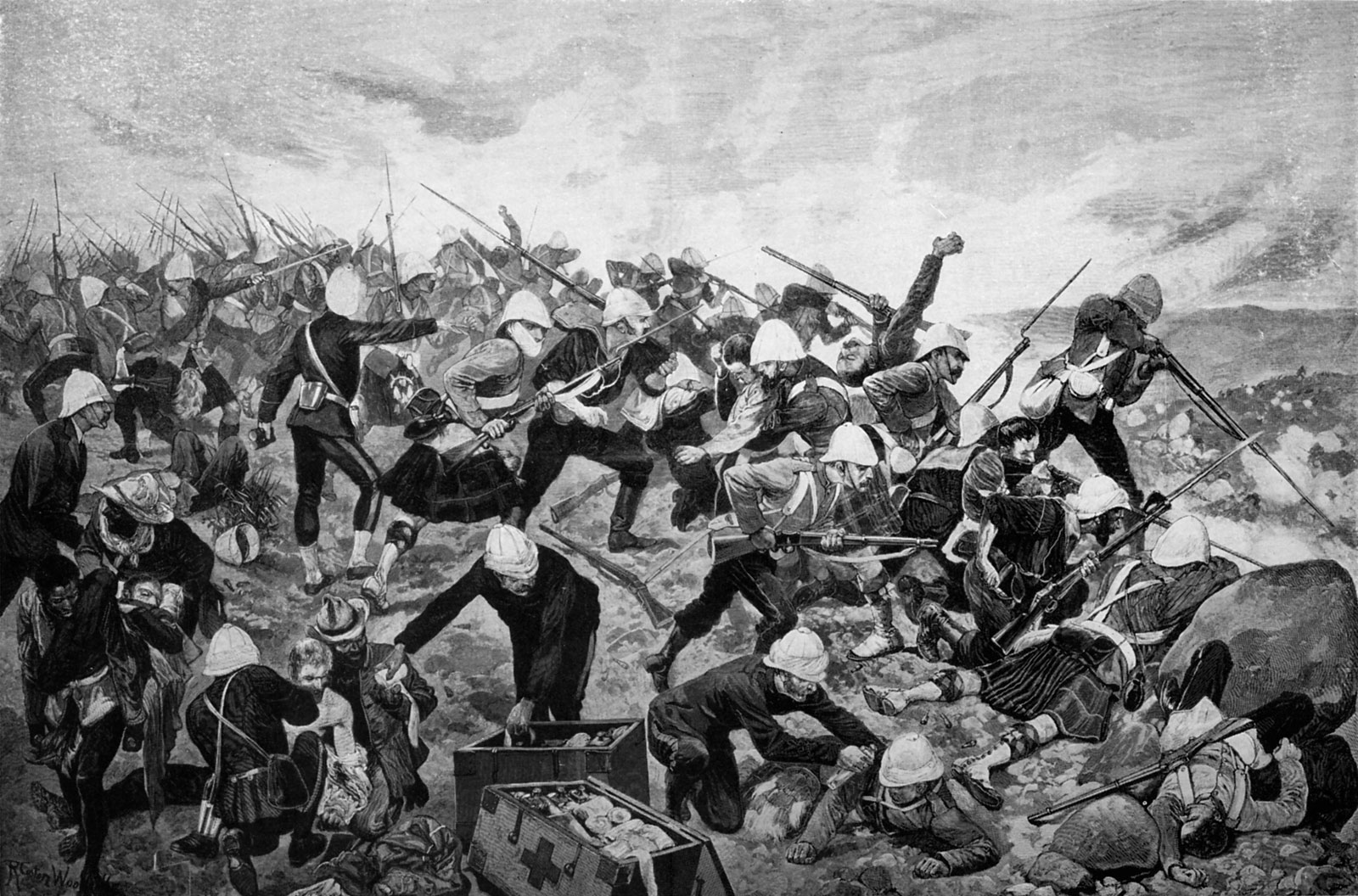
Bataille de Majuba Hill (1881).

Après plusieurs escarmouches, les britanniques furent sévèrement défaits à la bataille de Majuba le 27 février 1881.
Un traité d'armistice fut signé le 6 mars 1881 et complété par un traité de paix final le 22 mars 1881. Selon les termes de ce dernier, les Boers du Transvaal retrouvaient leur autonomie tout en restant sous la souveraineté britannique.
Le traité fut ensuite ratifié par la convention de Pretoria le 3 août 1881.
En 1884, la convention de Londres redonna sa pleine souveraineté au Transvaal réorganisée sous sa forme originelle de république d'Afrique du Sud.

## La seconde guerre des Boers (ou guerre d'Afrique du Sud)
Avec la découverte d'or au Transvaal, des milliers de colons britanniques arrivèrent de la Colonie du Cap. Johannesburg devint une ville champignon pratiquement du jour au lendemain, au fur et à mesure de l'installation des uitlanders (mot néerlandais signifiant étranger, désignant les Britanniques venant s'installer dans le Transvaal) près des mines. Les uitlanders dépassèrent rapidement en nombre les Boers sur le gisement, bien que restant une minorité dans le Transvaal lui-même. Les Boers, agacés par la présence des uitlanders, leur refusèrent le droit de vote et taxèrent lourdement l'industrie aurifère. En réponse, les uitlanders exercèrent une pression sur les autorités britanniques, en vue d'obtenir le renversement du gouvernement boer. En 1895, Cecil Rhodes appuya une tentative de coup d'État par une action militaire, le raid Jameson qui se solda par un échec.
Le meurtre de l'uitlander Tom Edgar en décembre 1898 par un des membres de la police du Transvaal à la suite d'une bagarre fut monté en épingle et déboucha finalement sur des pétitions demandant l'intervention de la Grande-Bretagne pour protéger les Britanniques présents au Transvaal. Le président Marthinus Steyn de l'État libre d'Orange invita Milner et Kruger à une conférence à Bloemfontein, qui débuta le 30 mai 1899, mais les négociations furent rapidement interrompues. Le 9 octobre 1899, Kruger, pressentant que la guerre était inévitable, lança son propre ultimatum avant même d'avoir reçu celui de Chamberlain. Il donnait 48 heures aux Britanniques pour évacuer leurs troupes des frontières du Transvaal, ou la guerre leur serait déclarée en accord avec leur allié, l'État libre d'Orange.
La guerre fut déclarée le 11 octobre 1899, et les Boers attaquèrent les premiers en envahissant la colonie du Cap et la colonie du Natal entre octobre 1899 et janvier 1900. À la mi-décembre, au cours d'une période connue sous le nom de semaine noire, du 10 au 15 décembre 1899, les Britanniques subirent de nombreuses pertes à Magersfontein, Stormberg et Colenso.
Après encore une nouvelle défaite dans leur tentative de briser le siège de Ladysmith lors de la bataille de Spion Kop, les troupes britanniques, commandées par Lord Roberts, ne reprirent l'initiative qu'avec l'arrivée de renforts le 4 février 1900. Winston Churchill, officiellement correspondant de guerre, racontera ces opérations dans plusieurs livres à succès.
Après la levée du siège de Mafeking le 18 mai, obtenue par les actions de Robert Baden-Powell (le rôle que ce dernier fit jouer aux jeunes dans l'entreprise fut déterminant dans la création du scoutisme), les Britanniques parvinrent à forcer la reddition du Général Piet Cronje et de 4 000 de ses combattants et à affaiblir le reste des troupes boers. Ils avancèrent alors au cœur des deux républiques, prenant la capitale de l'État libre d'Orange, Bloemfontein, le 13 mars et la capitale du Transvaal, Pretoria, le 5 juin.
De nombreux observateurs britanniques pensaient la guerre terminée après la capture des deux capitales. Mais les Boers se réunirent en une nouvelle capitale, Kroonstad, et mirent sur pied une campagne de guérilla pour attaquer les lignes de communication et de ravitaillement britanniques.
Le nouveau dirigeant de l'armée britannique, Lord Kitchener, réagit en construisant des postes fortifiés, des petites constructions de pierre entourées de fils barbelés, afin de réduire les mouvements des groupes de guérilla en de petites zones où ils pouvaient être battus. Les postes fortifiés permirent de réduire les mouvements des guérillas mais ne pouvaient à eux seuls les battre. Kitchener forma de nouveaux régiments de troupes irrégulières de cavalerie légère, y compris des carabiniers Bushveldt, qui parcoururent les territoires contrôlés par les Boers, traquant les groupes de combattants. En mars, il adopta une stratégie de la terre brûlée et se mit à vider les campagnes de tout ce qui pouvait être utile aux guérillas boers. Cette stratégie mena à la destruction d'environ 30 000 fermes et d'une quarantaine de petites villes. En tout, 116 572 Boers furent envoyés dans des camps de concentration, soit à peu près un quart de la population, auxquels s'ajoutaient encore quelque 120 000 Africains noirs. Il y eut au total 45 camps de tentes construits pour enfermer ces civils ainsi que 64 autres pour les Noirs (garçons de ferme, bergers, etc.) qui avaient vécu auprès des Boers.
Les camps de Boers abritaient essentiellement des personnes âgées, des femmes et des enfants pour un total d'environ 120 000 personnes. 25 630 d'entre eux furent déportés à l'étranger.

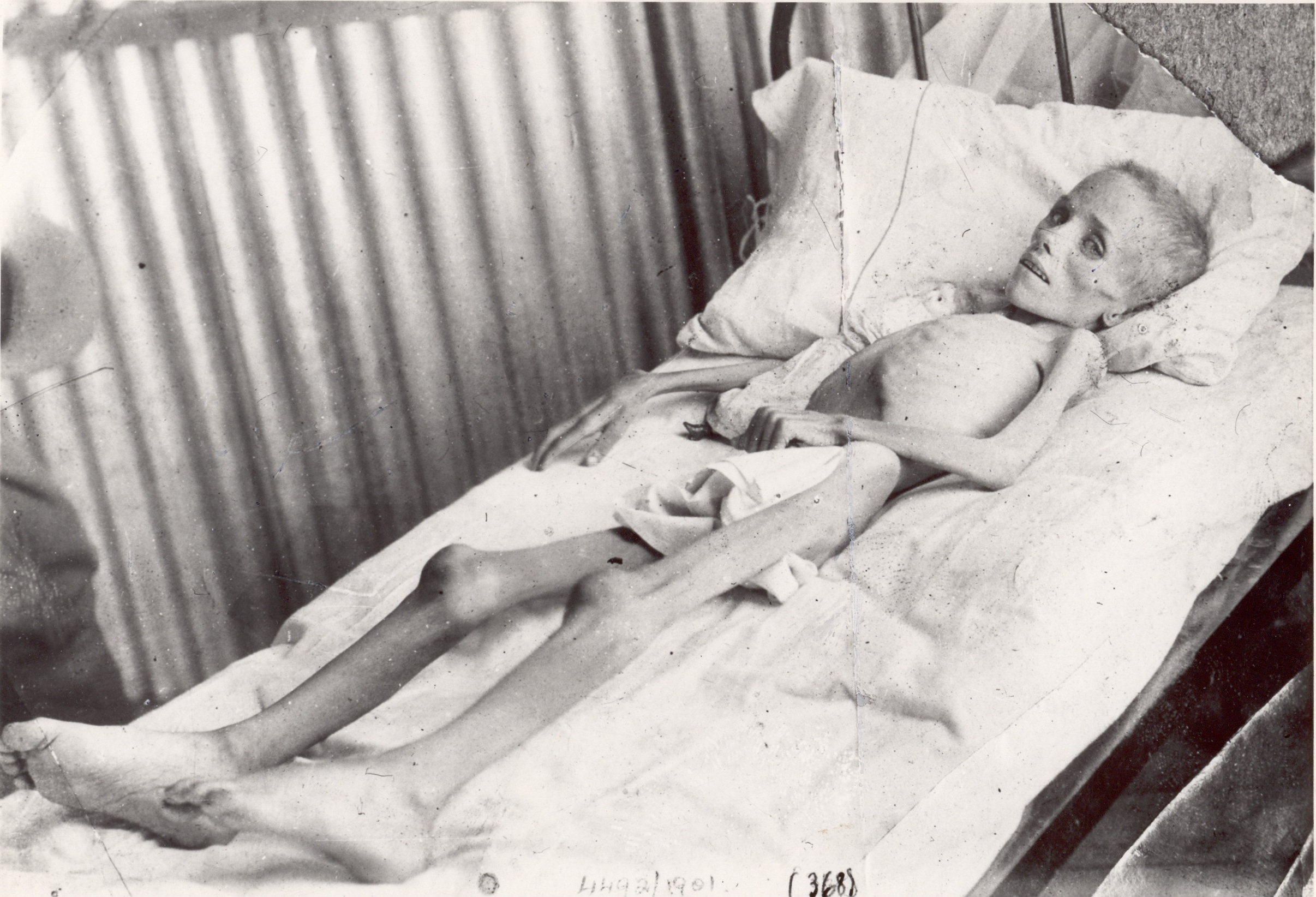
Lizzie van Zyl, enfant boer internée et morte dans le camp de concentration de Bloemfontein.

Les conditions de vie dans ces camps étaient particulièrement insalubres et les rations alimentaires réduites. Combinée avec des manques en matériels et fournitures médicales, la situation provoqua de nombreux décès — un rapport postérieur à la guerre estima à 27 927 le nombre de Boers morts (parmi lesquels 22 074 enfants de moins de 16 ans) et 14 154 Noirs, morts de famine, de maladies et d'exposition au soleil. En tout, environ 25 % des Boers et 12 % des Noirs moururent (des recherches récentes suggèrent une sous-estimation des pertes africaines, qui s'élèveraient en fait à environ 20 000 victimes).
En tout, la seconde guerre des Boers coûta environ 75 000 vies — 22 000 soldats britanniques (7 792 au cours d'affrontements, le reste de maladies comme la typhoïde), 4 000 à 7 000 soldats boers, 20 000 à 28 000 civils boers et sans doute 20 000 Noirs.
Les derniers Boers se rendirent en mai 1902, et la guerre se termina officiellement avec le traité de Vereeniging à la fin du même mois.